# Тамаруго чорноголовий
Тамару́го чорноголовий (Conirostrum sitticolor) — вид горобцеподібних птахів родини саякових (Thraupidae). Мешкає в Андах.

## Підвиди

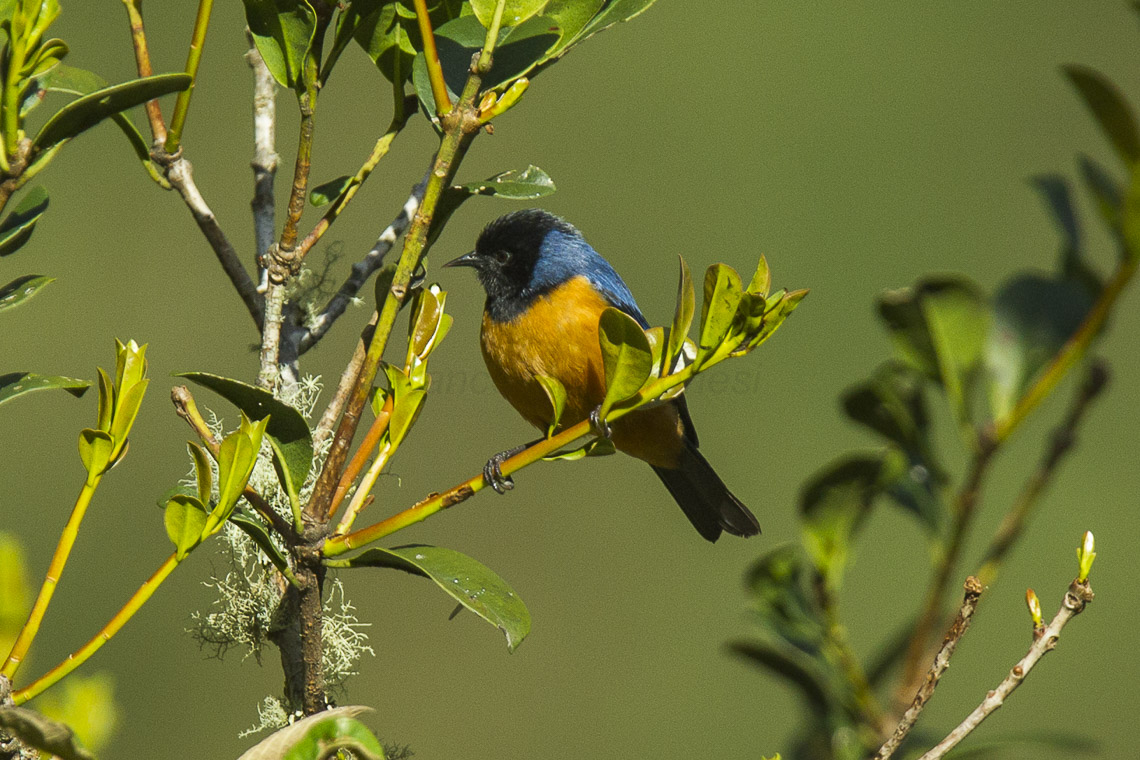
Чорноголовий тамаруго

Виділяють чотири підвиди:
- C. s. pallidum Aveledo & Peréz, 1989 — Сьєрра-де-Періха (північно-східна Колумбія і північно-західна Венесуела);
- C. s. intermedium Berlepsch, 1893 — Кордильєра-де-Мерида (західна Венесуела);
- C. s. sitticolor Lafresnaye, 1840 — Анди в Колумбії, Еквадорі та на північному заході Перу;
- C. s. cyaneum Taczanowski, 1875 — Анди в Перу і Болівії.

## Поширення і екологія
Чорноголові тамаруго мешкають у Венесуелі, Колумбії, Еквадорі, Перу і Болівії. Вони живуть у вологих гірських тропічних лісах Анд та на узліссях. Зустрічаються на висоті від 2500 до 3500 м над рівнем моря.